# John Salley

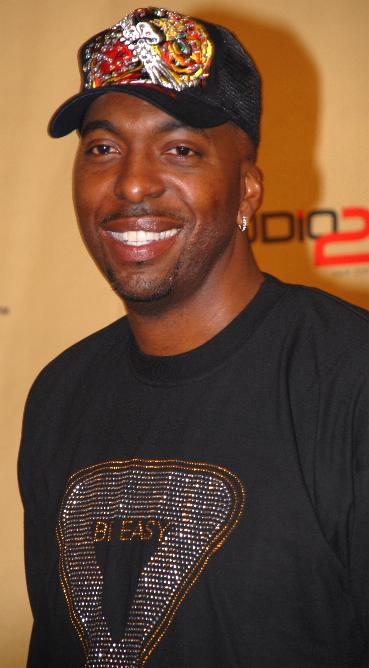
John Salley, 2007.

John Thomas Salley, född 16 maj 1964 i Brooklyn i New York, New York, är en amerikansk före detta professionell basketspelare (PF/C) som  tillbringade elva säsonger (1986–1996, 1999–2000) i den nordamerikanska basketligan National Basketball Association (NBA), där han spelade för Detroit Pistons, Miami Heat, Toronto Raptors, Chicago Bulls och Los Angeles Lakers. Under sin karriär gjorde han 5 228 poäng (7,0 poäng per match); 916 assists samt 3 356 rebounds, räddningar från att bollen ska hamna i nätkorgen, på 748 grundspelsmatcher. Han spelade också som proffs för Panathinaikos i Grekland.
Salley draftades av Detroit Pistons i första rundan i 1986 års draft som elfte spelare totalt.
Han vann två NBA-mästerskap med Detroit Pistons (1988–1990); Chicago Bulls fjärde NBA-mästerskap (1995–1996) på 1990-talet samt en med Los Angeles Lakers (1999–2000). Den första som har vunnit NBA-mästerskapet med tre olika NBA-lag och detta finns upptaget i Guinness Rekordbok.
Innan han blev proffs, studerade han vid Georgia Institute of Technology och spelade basket för deras idrottsförening Georgia Tech Yellow Jackets.
Efter spelarkarriären har Salley varit bland annat TV-programledare för sportsändningar, aktivist för veganska ändamål och drivit företag för legal cannabis. Han har även haft skådespelarroller i bland annat Bad Boys, Bad Boys II och En shopaholics bekännelser.